# Murmur (album)
 For alternative betydninger, se Murmur. (Se også artikler, som begynder med Murmur)
Murmur er debutalbummet fra det amerikanske alternative rockband R.E.M., der blev udgivet i 1983 på I.R.S. Records. Murmur fik en positiv modtagelse af anmelderne for dets anderledes lyd, der blev defineret af forsanger Michael Stipes kryptiske tekster, Peter Bucks guitarspil og bassist Mike Mills' melodiske bas.

## Spor
Alle sange er skrevet af Bill Berry, Peter Buck, Mike Mills og Michael Stipe med mindre andet er noteret.
Side et
1. "Radio Free Europe" – 4:06
2. "Pilgrimage" – 4:30
3. "Laughing" – 3:57
4. "Talk About the Passion" – 3:23
5. "Moral Kiosk" – 3:31
6. "Perfect Circle" – 3:29

Side to
1. "Catapult" – 3:55
2. "Sitting Still" – 3:17
3. "9–9" – 3:03
4. "Shaking Through" – 4:30
5. "We Walk" – 3:02
6. "West of the Fields" (Berry, Buck, Mills, Stipe, and Neil Bogan) – 3:17

1992 The IRS Vintage Years edition bonus tracks
1. "There She Goes Again" (Lou Reed) – 2:48
2. "9–9" (Live i Boston, Massachusetts, United States, 13. juli, 1983) – 3:04
3. "Gardening at Night" (Live in Boston) – 3:47
4. "Catapult" (Live i Seattle, Washington, USA, June 27, 1984) – 4:03

2008 Deluxe Edition bonus disc (Live på Larry's Hideaway i Toronto, 9. juli, 1983)
1. "Laughing" – 3:51
2. "Pilgrimage" – 4:08
3. "There She Goes Again" (Reed) – 2:43
4. "Seven Chinese Brothers" – 4:15
5. "Talk About the Passion" – 3:02
6. "Sitting Still" – 4:11
7. "Harborcoat" – 3:45
8. "Catapult" – 3:51
9. "Gardening at Night" – 3:33
10. "9-9" – 3:16
11. "Just a Touch" – 2:27
12. "West of the Fields" (Berry, Buck, Mills, Stipe, and Bogan) – 3:06
13. "Radio Free Europe" – 4:57
14. "We Walk" – 2:55
15. "1,000,000" – 3:05
16. "Carnival of Sorts (Box Cars)" – 3:58